# Miquel Benavent i Seguí
Miquel Benavent i Seguí (Benigànim, 12 d'abril de 1924- Vilanova i la Geltrú, 22 d'agost de 2010) fou un farmacèutic, professor i polític català.

## Biografia
Llicenciat en farmàcia, fou professor d'anàlisi química, bromatologia i toxicologia a la Universitat de Barcelona entre els anys 1957-1958, però ho deixà per a regentar la seva farmàcia a Vilanova i la Geltrú. Membre de la Falange Española i conseller local del Movimiento Nacional, el 1958 fou nomenat regidor de l'ajuntament de Vilanova i la Geltrú pel terç corporatiu i el 1961 tinent d'alcalde de cultura. Va passar a ocupar l'alcaldia de Vilanova i la Geltrú durant el 1969, essent el successor d'Antoni Ferrer Pi. El 1971 també fou nomenat diputat de la Diputació de Barcelona, però el 1976 dimiteix per motius personals. Va ser succeït per Josep Piqué i Tetas.
Durant el període que passà a l'alcaldia, destaquen, entre d'altres, les següents obres: la gestió i la incorporació del recorregut de l'aigua potable dins de la ciutat, l'ús del català en discursos públics de l'alcaldia, la incorporació i normalització de la senyera en institucions públiques que depenen de l'Ajuntament, rehabilitació del Passeig del Carme de la ciutat i pavimentació de la Plaça de la Vila en el seu disseny actual. També va promoure la creació dels Tallers Sant Miquel de suport a les persones en situació de discapacitat intel·lectual.
Va morir durant l'agost del 2010 a Vilanova i la Geltrú.